# Jean Bertoli
Pour les articles homonymes, voir Bertoli.
Jean Bertoli (Cavaillon, 31 mai 1917 - Obenheim, 31 octobre 1998) est un militaire français, Compagnon de la Libération. Engagé dans les troupes coloniales avant la Seconde Guerre mondiale, il choisit en 1940 de poursuivre la lutte dans les rangs de la France libre. Membre de la 2e division blindée, il participe dans ses rangs aux campagnes d'Afrique du nord, à la libération de la France et à l'invasion de l'Allemagne. Poursuivant sa carrière militaire, il combat ensuite en Indochine et en Algérie.

## Biographie

### Jeunesse et engagement
Jean Bertoli naît le 31 mai 1917 à Cavaillon dans le Vaucluse et commence une carrière de cuisinier avant de s'engager dans l'armée en 1937 au sein du 24e régiment de tirailleurs sénégalais à Perpignan. En 1939, il est muté au centre de motorisation des troupes coloniales à Fréjus puis part pour le Tchad au sein d'un peloton d'automitrailleuses.

### Seconde Guerre mondiale
Il se trouve toujours au Tchad au moment du déclenchement de la seconde guerre mondiale. Ayant entendu l'appel du général de Gaulle, il décide de poursuivre la lutte et, le 26 août 1940, s'engage dans les Forces françaises libres sous le pseudonyme de Gacia. Affecté au Régiment de tirailleurs sénégalais du Tchad (RTST) du colonel Leclerc il participe à la bataille de Koufra au début de l'année 1941. S'illustrant particulièrement au cours de cette bataille, il reçoit la première de ses citations à la Croix de guerre 1939-1945 et est promu caporal. Il prend ensuite part à la guerre du désert et se distingue quand, le 28 février 1942, il participe à la prise de la garnison italienne d'El Gatroun en pénétrant par surprise dans le fort et en faisant prisonnier son commandant. Promu sergent à la suite de cette action, il est ensuite engagé dans les campagnes du Fezzan, de Tripolitaine et de Tunisie. Le RTST devenant Régiment de marche du Tchad et étant intégré à la 2e division blindée (2e DB), Jean Bertoli participe à l'entraînement de celle-ci au Maroc puis, en avril 1944, il embarque pour l'Angleterre avant de débarquer en Normandie le 4 août.
Engagé dans la bataille de Normandie, il est blessé par des éclats d'obus le 15 août 1944 entre Vieux-Pont et Carrouges dans l'Orne,. Contraint au repos, il ne peut rejoindre son régiment que le 5 novembre suivant et participe à la reconquête de l'Alsace. Il est ensuite de l'avancée de la 2e DB en Allemagne jusqu'à Berchtesgaden où il termine la guerre au grade de sergent-chef.

### Après-guerre
Après la guerre, Jean Bertoli se réengage en 1946 dans son régiment de marche du Tchad, puis renouvelle son engagement deux ans plus tard au profit de la 1re demi-brigade coloniale de commandos parachutistes. D'abord basé en Afrique-Équatoriale française, il est ensuite engagé dans la guerre d'Indochine de 1952 à 1954 au sein du 3e bataillon de parachutistes coloniaux puis à la guerre d'Algérie en 1954 dans les rangs du 8e bataillon de parachutistes coloniaux. Il prend sa retraite le 1er août 1955 avec le grade d'adjudant-chef.
Il reste cependant instructeur civil pour les préparations militaires parachutistes. En 1956, il est nommé régisseur d'avances au bureau d'aide aux armées alliées de l'intendance à Strasbourg. Il garde toute sa vie de forts liens avec ses anciennes unités, participant aux œuvres de l'association de la France libre et à celles des anciens combattant de la 2e DB et du régiment de marche du Tchad.
Jean Bertoli meurt le 31 octobre 1998 à Obenheim dans le Bas-Rhin où il est inhumé.

## Décorations
|  |  |  |  |  |  |
|  |  |  |  |  |  |
|  |  |  |  |  |  |
|  |  |  |  |  |  |

| Officier de la Légion d'honneur                                     | Officier de la Légion d'honneur                                     | Compagnon de la Libération                                                                               | Compagnon de la Libération                                                                               | Médaille militaire                                                   | Médaille militaire                                                   |
| Croix de guerre 1939-1945 Avec deux palmes et une étoile de vermeil | Croix de guerre 1939-1945 Avec deux palmes et une étoile de vermeil | Croix de guerre des Théâtres d'opérations extérieurs Avec une étoile d'argent                            | Croix de guerre des Théâtres d'opérations extérieurs Avec une étoile d'argent                            | Médaille des blessés de guerre                                       | Médaille des blessés de guerre                                       |
| Médaille coloniale                                                  | Médaille coloniale                                                  | Médaille commémorative française de la guerre 1939-1945 Avec agrafes "France", "Afrique" et "Libération" | Médaille commémorative française de la guerre 1939-1945 Avec agrafes "France", "Afrique" et "Libération" | Médaille commémorative des services volontaires dans la France libre | Médaille commémorative des services volontaires dans la France libre |
| Médaille commémorative de la campagne d'Indochine                   |                                                                     | | |                                                                      |                                                                      |

## Hommages
- La 222e promotion de l'École nationale des sous-officiers d'active a été baptisée en son honneur[2].